# Junta militar

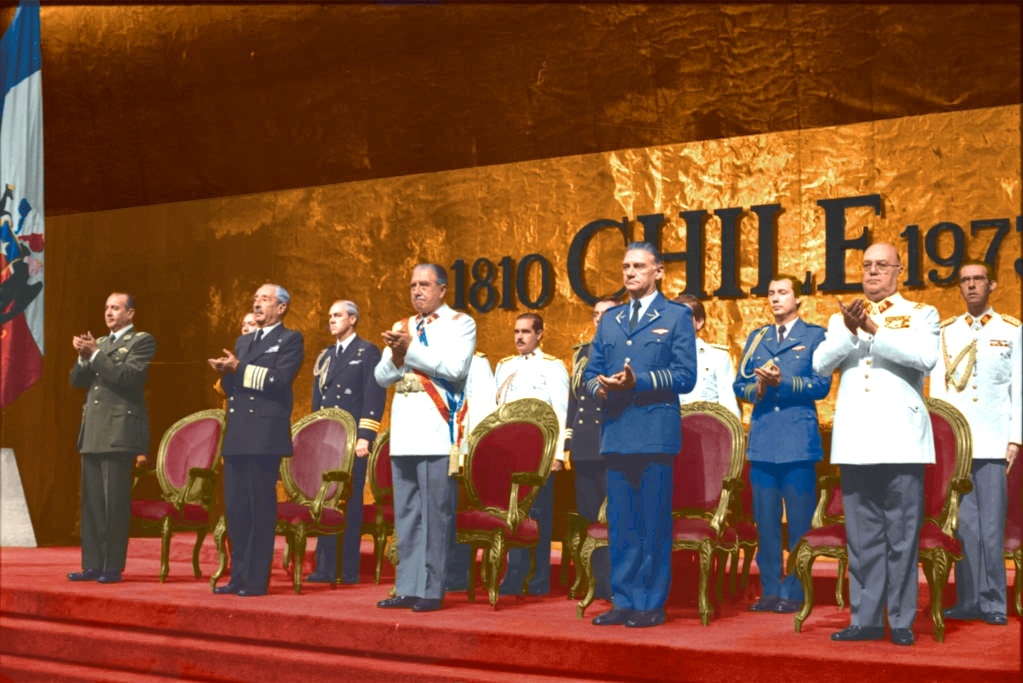
Junta militar, liderada por Augusto Pinochet Ugarte, se reuniu no edifício Diego Portales para celebrar a Constituição. Na primeira fila, da esquerda para a direita: César Mendoza, José Toribio Merino, Augusto Pinochet, Fernando Matthei e Humberto Gordon

A junta militar é um sistema de governo liderado por um comitê de militares de alta patente. O termo junta significa "reunião" ou "comitê" e se originou na junta nacional e local organizada pela resistência espanhola à invasão da Espanha por Napoleão em 1808. O termo é utilizado atualmente para se referir a uma forma de governo autoritário caracterizada por ditadura militar de cunho oligárquico, em contraste com outras categorias de regime autoritário, especificamente o regime de homem forte (ditaduras militares autocráticas), a "máquina" (ditaduras oligárquicas de partido) e o "caciquismo" (ditaduras autocráticas de partido).
A junta normalmente chega ao poder em consequência de um golpe de Estado. Ela pode tomar formalmente o poder como o órgão governante da nação, com autoridade para governar por decreto, ou pode exercer poder de forma indireta, por meio de um controle efetivo (mas não oficial) sobre um governo nominalmente civil. Essas duas formas de governo de junta são, por vezes, chamadas de governo aberto e governo disfarçado. O governo disfarçado pode assumir a forma de civilianização ou governo indireto. A civilianização ocorre quando a junta encerra publicamente suas características obviamente militares, mas mantém sua posição de domínio. Por exemplo, a junta pode suspender a lei marcial, abandonar uniformes militares em favor de trajes civis, "colonizar" o governo com ex-oficiais militares e fazer uso de partidos políticos ou organizações de massa. Já o "governo indireto" implica um controle oculto, nos bastidores, exercido pela junta sobre um governo fantoche civil. O governo indireto pelos militares pode abranger desde um controle amplo sobre o governo até um controle mais restrito sobre determinadas áreas de política, como assuntos militares ou de segurança nacional.
Ao longo do século XX, juntas militares foram frequentemente observadas na América Latina, geralmente sob a forma de uma "junta institucionalizada, altamente corporativa/profissional", chefiada pelos oficiais de mais alta patente de cada força militar (Exército, Marinha e Força Aérea), e às vezes também pelo chefe da polícia nacional ou de outros órgãos-chave. O cientista político Samuel Finer, escrevendo em 1988, observou que as juntas na América Latina tendiam a ser menores do que em outras regiões; a junta mediana tinha 11 membros, enquanto as da América Latina normalmente tinham três ou quatro. Distingue-se ainda o "golpe corporativo" do "golpe de facção": o primeiro é conduzido pelas Forças Armadas como instituição, liderado pelos comandos superiores no topo da hierarquia militar, enquanto o segundo é realizado por um segmento das Forças Armadas, muitas vezes conduzido por oficiais de patente intermediária.
Um estudo de 2014, publicado no periódico Annual Review of Political Science, concluiu que regimes militares se comportam de modo diferente tanto das ditaduras civis quanto das autocracias militares personalistas. Em um regime militar, o poder é exercido por um grupo de oficiais de alta patente, ao passo que em uma ditadura de homem forte há um único ditador. O estudo apontou que (1) "homens fortes e regimes militares são mais propensos a cometer violações de direitos humanos e a se envolver em guerras civis do que ditaduras civis"; (2) "os homens fortes militares iniciam mais guerras internacionais do que regimes militares ou ditaduras civis, talvez porque tenham mais motivos para temer exílio, prisão ou assassinato após serem depostos"; e (3) regimes militares e ditaduras civis tendem a terminar em democratização, ao passo que o regime de homem forte militar costuma encerrar-se por insurgência, levante popular ou invasão.

## Exemplos de juntas militares
- Junta militar grega (1967-1974)
- Junta militar brasileira (1930, 1961, 1964, 1969)
- Junta militar portuguesa (1974-1975)
- Junta militar etíope (1974-1987)
- Junta militar argentina (1976-1983)
- Junta militar egípcia (2011-2012)

## Países atualmente regidos por juntas militares
- Egito (desde 2013, após suspenderem a constituição e deporem o então presidente Mohamed Morsi)
- Sudão (desde 2019, após um golpe de estado contra Omar al-Bashir)
- Niger (desde 2023, depois do golpe de estado contra Mohamed Bazoum)
- Myanmar (desde 2021, após um golpe de estado contra Win Myint e Aung San Suu Kyi)